# هالفدان سكلدينج

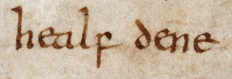
ذكر هالفدان في ملحمة بيوولف.

هالفدان (بالإنجليزية: Halfdan)‏، و(بالإسكندنافية القديمة: Halfdan)‏ ، (بالإنجليزية القديمة: Healfdene)‏، و(باللاتينية: Haldānus)‏، كان في أواخر القرن الخامس وأوائل القرن السادس ملك الدنمارك الأسطوري لسلالة سكيلدنج (Skjöldung)، ابن ملك يدعى Fróði في العديد من الروايات، يُشار إليه بشكل رئيسي إلى أنه الأب للملكين الذين خلفوه في حكم الدنمارك، وهم هروثغار وهالغا في القصيدة الإنجليزية القديمة بيوولف و اسمهما Hróar وHelgi في الروايات النورسية القديمة.